# Hoplocercus spinosus
Hoplocercus spinosus är en ödleart som beskrevs av  Leopold Fitzinger 1843. Hoplocercus spinosus ingår i släktet Hoplocercus och familjen Hoplocercidae. Inga underarter finns listade i Catalogue of Life.